# Semicassis pyrum
Semicassis pyrum, common name the "pear bonnet" hoặc "common helmet", là một loài ốc biển lớn, là động vật thân mềm chân bụng sống ở biển trong họ Cassidae, the tun shells and their allies.

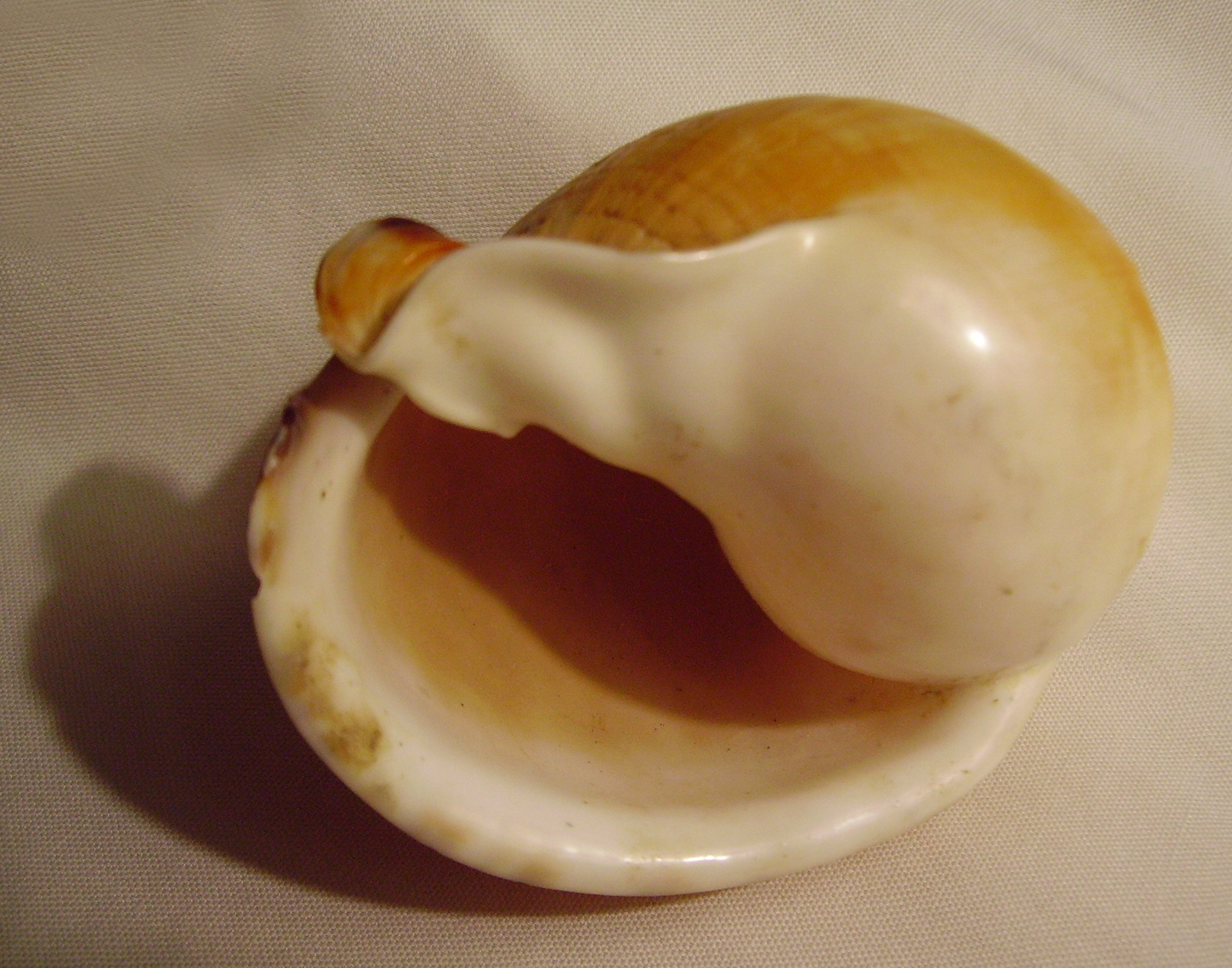
vỏ ốc Semicassis pyrum, ventral view showing the parietal callus